# Fernando Campos (labdarúgó, 1921)
Fernando Campos Quiroz (1921. január 1. – 2004. szeptember 14.) chilei labdarúgó-fedezet.